# Zaltbommel
Zaltbommel est une ville et commune néerlandaise, en province de Gueldre. La commune est située dans le nord et l'ouest du Bommelerwaard, et englobe également l'île de Nederhemert.

## Histoire
La première mention de la ville sous le nom de Bomala date de l'an 850. Au XIIIe siècle, Zaltbommel est devenue une importante ville commerciale et au XVe siècle une ville hanséatique d'importance. Le 13 décembre 1315, le comte Renaud Ier de Gueldre lui donna les mêmes droits de cité que Zutphen et les fortifications furent construites, qui sont toujours présentes aujourd'hui. Au XIIIe siècle, Zaltbommel et les terres des Bommeler- et Tielerwaard avaient déjà obtenu des droits fonciers. Ce droit foncier est le plus ancien droit foncier subsistant et est signalé par une singularité. La charte originale n'a pas été conservée. Un an après que Zaltbommel a reçu les droits de la ville, une nouvelle charte a été émise par Renaud Ier le 19 octobre 1316. L'ancien arrangement y était confirmé. Une distinction a été faite entre les habitants de la ville de Zaltbommel et les habitants de la campagne. Les citadins étaient jugés par les échevins de Zaltbommel, les ruraux étaient à la merci du comte pour des crimes graves tels que le meurtre et l'incendie criminel.
En 1325 et 1327, les droits fonciers du Bommelerwaard furent renouvelés par le comte, rendant encore plus nette la distinction entre la ville de Zaltbommel et la campagne.
Franck Arnts PIECK (nl), né vers 1386 était fonctionnaire, entre autres, de Zaltbommel, et aussi seigneur de Gameren, et des Tieler- et Bommelerwaard
Le 31 juillet 1572, Zaltbommel fut prise par des Gueux de mer menés par Dirck van Haeften. Les Espagnols assiégèrent alors la ville sans succès dans les années suivantes, y compris le blocus de 1574 (nl). Avec Buren, la ville rejoignit l'Union de Dordrecht (nl) entre la Hollande et la Zélande en juin 1575, séparant effectivement les deux villes de la Gueldre ; cette situation n'a été annulée qu'en 1602.
Sur l'insistance de Maurice de Nassau, la ville fut encore fortifiée. Avant que cette modernisation ne soit achevée, les Espagnols, dirigés par Francesco de Mendoza, assiégèrent à nouveau la ville lors du siège de 1599 (nl). Ce siège fut une nouvelle victoire des troupes de l'État qui ont gardé la ville.
En 1869, Zaltbommel est relié au réseau ferroviaire. Entre 1910 et 1923, le tramway municipal de Zaltbommel circule entre le centre et la gare de Zaltbommel.

## Géographie

### Communes limitrophes
| Gorinchem ( Hollande-Méridionale) | West Betuwe                      |           |
| Altena ( Brabant-Septentrional)   | Zaltbommel                       | Maasdriel |
|                                   | Heusden ( Brabant-Septentrional) |           |

## Transport
Zaltbommel possède une gare ferroviaire sur la ligne de chemin de fer reliant Utrecht à Boxtel.

## Monuments
- Château de Loevestein
- Château de Nederhemert

## Galerie

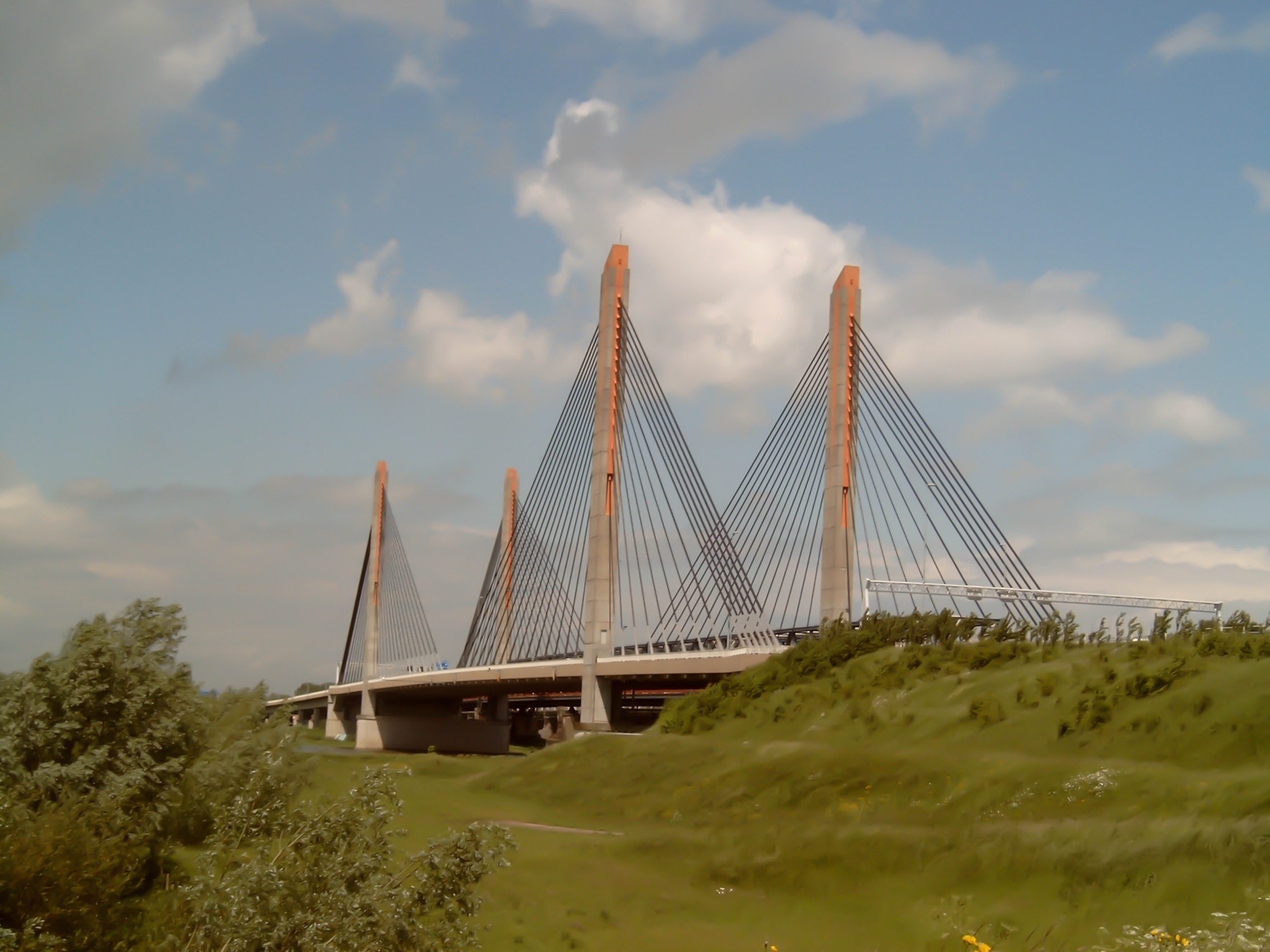
De Martinus Nijhoffbrug.
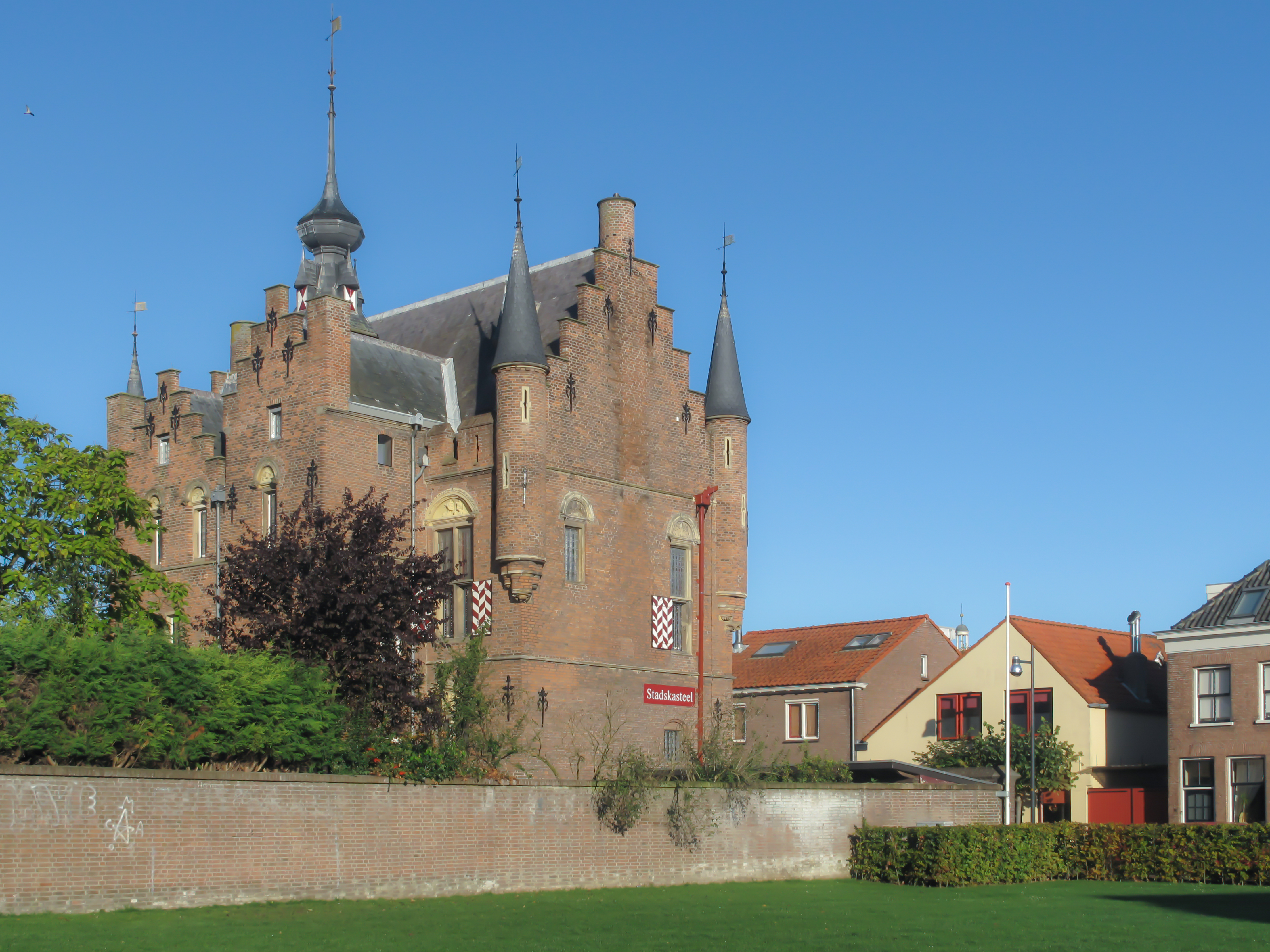
Het Maarten van Rossumhuis.
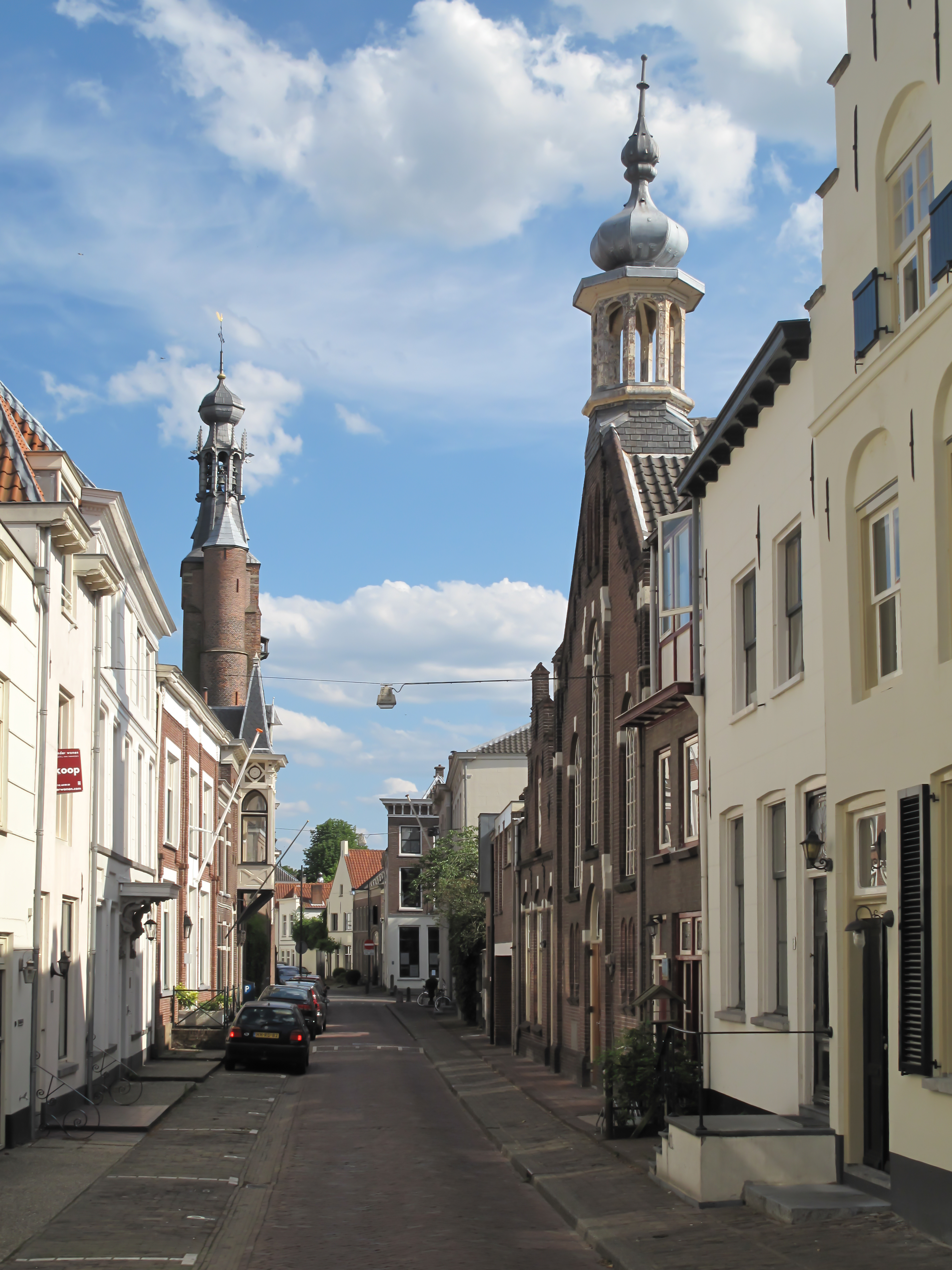
Centre-ville de Zaltbommel, avec l'église (Eben-Haëzerkerk) et la tour (Gasthuistoren).
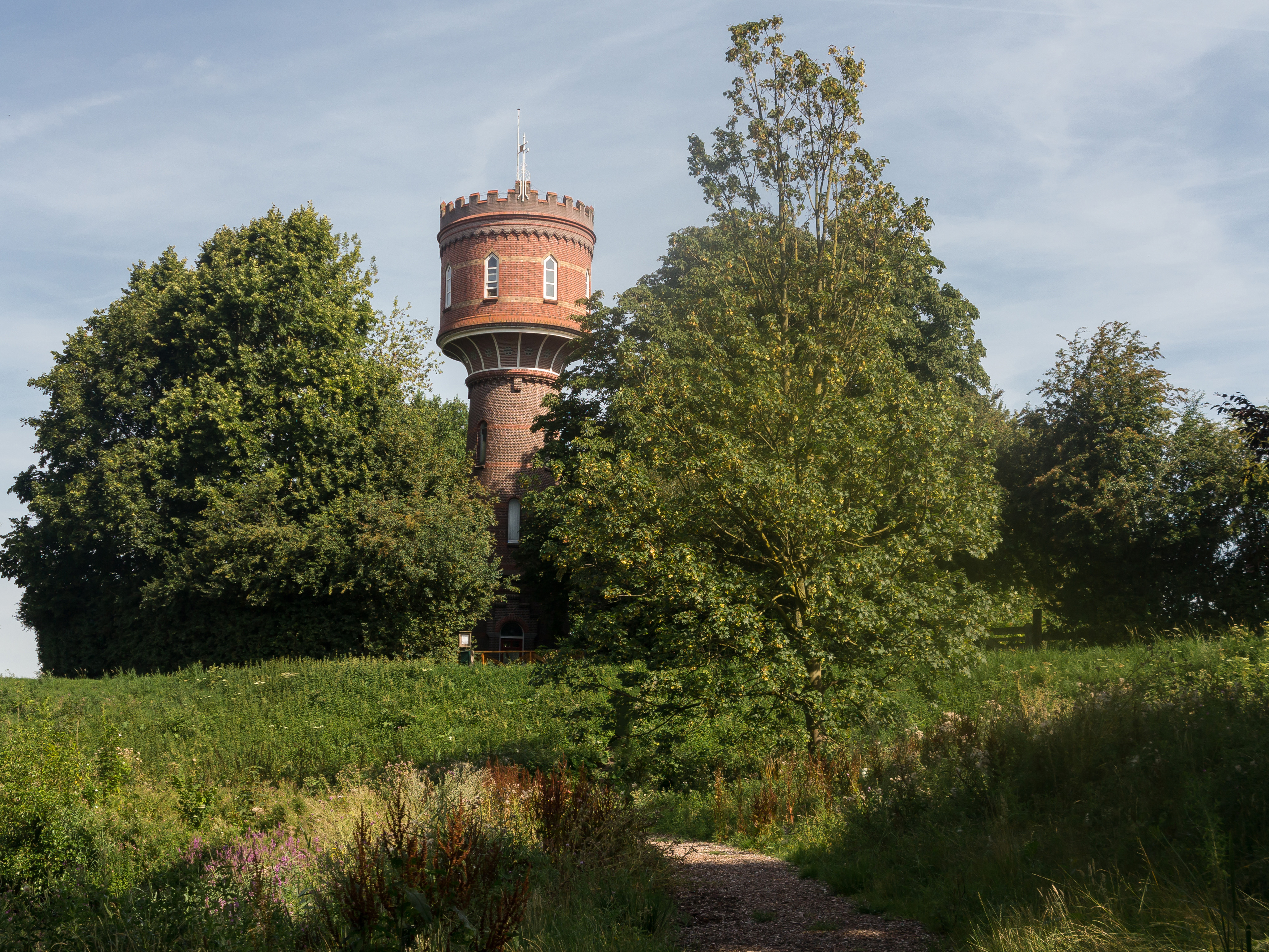
Château d'eau: de Oude Watertoren

## Personnalités liées à Zaltbommel
- Jacob Abraham de Mist (1749-1823), homme politique néerlandais.
- Suzanne Manet, née Suzanne Leenhoff (1830-1906), épouse du peintre Édouard Manet
- Ingeborg Ansing (1963-), actrice née à Zaltbommel.
- Anouchka van Miltenburg (1967-), femme politique néerlandaise.